# Vale tutto
Vale tutto era un programma televisivo italiano di genere quiz, in onda su MTV Italia a partire dal 15 ottobre 2007, condotto dagli Zero Assoluto.
Nel quiz, il primo ad essere andato in onda sulla rete musicale, come suggerisce il titolo, è consentito ricorrere a qualsiasi tipo di aiuto esterno per rispondere alle domande.
Il concorrente che vi partecipa inizia il gioco dalla piazza centrale della città dove vive e ha un'ora di tempo per rispondere alle dodici domande (nove nella prima stagione) che gli Zero Assoluto gli pongono dallo studio, ambientato in un ascensore. Le domande riguardano per la maggior parte musica, cinema, cronaca rosa e curiosità. Se il concorrente non sa la risposta potrà avvalersi di qualsiasi mezzo per arrivare a conoscerla: può recarsi in un internet point, nei negozi di dischi, nelle librerie, chiamare amici, citofonare, fermare i passanti. Durante la durata del gioco ogni tipo di aiuto, però, potrà essere usato una sola volta. Prima di dare una risposta ad una domanda, il concorrente deve dire "la so".
Il concorrente, ogni quattro (tre nella prima stagione) domande risposte correttamente, avrà diritto ad un premio che lui stesso ha deciso prima di iniziare il gioco (la produzione stabilisce il valore massimo che il premio può avere). In coincidenza della vincita di un premio, gli Zero Assoluto nel loro studio salgono di un piano (e quindi di "livello") attraverso il loro ascensore.
Il concorrente, qualora non sappia la risposta, ha la possibilità di cambiare domanda, fino ad un massimo di tre. Nella prima edizione bisognava che per ogni cambio il concorrente cedesse qualcosa che aveva messo in pegno in precedenza, dalla seconda il concorrente perde 5 minuti del tempo a disposizione, come succede per le risposte errate.
Quando un concorrente risponde esattamente a tutte le domande entro l'ora di tempo, oltre ai premi vinti può arrivare in studio dai conduttori. Se, al contrario, non risponde esattamente ad almeno tre domande, gli Zero Assoluto scendono al piano -1 dello studio, dove vanno ad incontrare il concorrente perdente.
Il 16 novembre 2007 è andata in onda una puntata dove a giocare erano gli Zero Assoluto stessi. Del programma è stata realizzata anche una seconda serie, tenuta in magazzino da MTV per 2 anni e trasmessa infine senza promozione, a causa della mutata linea editoriale del canale. A quel punto, alcune risposte dei concorrenti a tematica "temporale" risultavano inesatte, anche se definite come corrette dai conduttori.